# Roger Garaudy
Roger Garaudy, kasneje Ragaa Garaudy, francoski filozof, član francoskega odporniškega gibanja in komunist, (*17. julij 1913, Marseille, Francija, † 13. junij 2012, Pariz, Francija. Leta 1982 je prestopil v islam. Leta 1998 je bil kazensko preganjan po francoskem pravu zaradi zanikanja holokavsta, natančneje zaradi trditve, da je bila smrt šestih milijonov Judov »mit«.

## Življenje
Roger Garaudy se je rodil 17. julija 1913 v katoliški družini v Marseillu. Med drugo svetovno vojno se je Garaudy pridružil francoskemu odporniškemu gibanju, zaradi česar je bil zaprt v Djelfi (Alžirija), kot vojni ujetnik Vichyjske Francije. Garaudy se je po poroki s Palestinko leta 1982 spreobrnil v muslimana. Kasneje je zapisal: »Pavlov Kristus ni Jezus iz Biblije« in izoblikoval tudi druge kritične akademske zaključke o Stari in Novi zavezi. Kot musliman je prevzel ime »Ragaa« in postal pomemben islamski komentator ter zagovornik pravic Palestincev.

## Politična in akademska kariera
Po 2. svetovni vojni se je Garaudy pridružil francoski komunistični partiji. Kot politični kandidat je bil izvoljen v skupščino in se sčasoma povzpel do položaja poslanskega govornika ter kasneje senatorja.
Garaudy je poleg tega v letih 1962–65 tudi predaval na oddelku Filozofske fakultete Univerze Clermont-Ferrand, nato pa odšel zaradi sporov med njim in Michelom Foucaultom. Kasneje, v letih 1969–72, je poučeval v Poitiersu.
Garaudy je sicer ostal kristjan (vse do leta 1982), vendar je po prehodu iz katoliške v protestantsko vero ponovno postal katoličan. Spoprijateljil se je z enim najbolj uglednih francoskih duhovnikov tistega časa, Abbéjem Pierrejem, ki je v poznejših letih podpiral Garaudyja, celo glede njegovih najbolj kontroverznih stališč.
Leta 1970 je bil zaradi kritike sovjetske invazije na Češkoslovaško leta 1968 izključen iz komunistične stranke.
Napisal je več kot 50 knjig, predvsem na temo politične filozofije ter marksizma.

## Zanikanje holokavsta
Roger Garaudy  je leta 1982 (pri 69. letih, po poroki s Palestinko) prestopil v islam in postal izrazit antisemit.
Leta 1996 je izdal knjigo Ustanovni miti izraelske politike (Les Mythes fondateurs de la politique israelienne). V njej je zapisal, da se poboji Judov med drugo svetovno vojno ne klasificirajo kot genocid.
V tej knjigi zanika več temeljnih židovskih zahtev po pravici do dežele Izrael (do palestinske zemlje) in legitimnosti moderne države Izrael, ki jih imenuje miti (mit »sionističnega antifašizma«; »mit šestih miljonov žrtev«; »mit dežele Izrael«...). Menil je, da je realno število pobitih Judov manjše, kot je zgodovinsko sprejeto število med 5 in 6 miljoni pobitih Judov. Po njegovem prepričanju jih je bilo približno desetina tega.
Po židovskem religioznem verovanju je bila dežela Izrael področje nekdanje Palestine, na vzhodni obali Sredozemskega morja, kjer je zgodovinsko prevladovala židovska vera. Tako imenovana »od Boga dana zemlja« židovskemu ljudstvu, ki ima do nje »božjo pravico«. Zagovarjanje ideje dežele Izrael se je začelo s sionističnim gibanjem v obdobju pred prvo svetovno vojno in trajalo vse do obdobja po drugi svetovni vojni, ko so ta koncept oživili ustanovitelji sodobne države Izrael, ki je nastala 14. maja 1948 z razglasitvijo izraelske države. V knjigi tudi zatrjuje, da je večina Židov, ki so bili odpeljani v koncentracijska taborišča, umrla zaradi tifusa in niso bili namerno umorjeni.
Zanikanje holokavsta je dejanje zanikanja genocida nad Židi med drugo svetovno vojno. V njem trdijo, da v nacistični Nemčiji ni šlo za namerno pobijanje Judov, temveč so jih le želeli izseliti iz Reicha. Trdil je, da niso uporabljali koncentracijskih taborišč in plinskih celic za množično pobijanje Židov. Prav tako naj bi šlo za znatno manjše število pobitih (med 500–600.000), medtem ko uradna zgodovina ocenjuje, da je bilo pobitih med 5 in 6 milijoni žrtev (oz. približno 1/3 vsega židovskega svetovnega prebivalstva).
Zanikanje holokavsta, ki je običajno dejanje določene rasistične propagande, predstavlja resen družbeni problem in je v nekaterih evropskih državah in v Izraelu protizakonit. Zanikanje holokavsta podpirajo nekatere srednjevzhodne arabske države, med njimi Iran in Sirija. Medtem, ko je Garaudy zaradi antisemitskega stališča doma postal izobčenec, je v muslimanskem svetu pridobil številne prijatelje in podpornike. Med drugim je leta 2002 dobil nagrado kasneje ubitega libijskega voditelja Muammarja Gadafija za človekove pravice, nagrado kralja Faisala za velike zasluge v islamu, itd.
Leta 1998 ga je francosko sodišče v Parizu zaradi zanikanja holokavsta obsodilo na dve leti pogojne zaporne kazni in plačilo 120.000 frankov.

## Podpora islamu
V islamskem svetu so ga kot Rajaa Garaudy (v kar se je preimenoval po prestopu v islam) označevali za sodobnega muslimanskega misleca in filozofa. V islamski republiki Iran je 160 članov parlameta podpisalo peticijo v podporo Garaudyju in ga povabilo v Teheran, kjer so ga toplo sprejeli. Obsodili so Izrael in zahodne države zaradi sodnega procesa proti Garaudyju.
Roger (Rajaa) Garaudy je bil visoko cenjen v muslimanskem svetu, dobil je številne nagrade in bil imenovan za »najpomembnejšo mednarodno kulturno osebnost 20. stoletja« (1999. jordanski intelektualci); »največji sodobni zahodni filozof« (bivši sirski podpredsednik Abdul-Halim Khaddam); »največji evropski filozof po Platonu in Aristotelu« (bivši libijski voditelj Muammar Gaddafi) itd.

## Pozno življenje
V poznejših intervjujih je Garaudy izjavil, da je teroristični napad 11. septembra 2001 organizirala vlada ZDA. Prav tako je ponovil svojo trditev o holokavstu, tokrat je izjavil, da so si holokavst »kot mit izmislili Churchill, Eisenhower in De Gaulle,« da bi upravičili uničenje in okupacijo Nemčije.
Decembra 2006 je v Teheranu v Iranu, potekala mednarodna konferenca z namenom pregleda svetovnega pogleda na holokavst, katere se Garaudy zaradi zdravstvenih razlogov ni mogel udeležiti. Domnevno naj bi poslal videoposnetek, v katerem je podprl mnenje iranskega predsednika Mahmouda Ahmadinedžada, da bi Izrael moral prenehati obstajati.
Roger Garaudy je umrl 13. junija 2012 v Parizu, star skoraj 99 let.

## Vpliv po smrti
Garaudy je sam sebe opisoval kot »Don Kihot, ki se bojuje proti mlinom na veter kapitalizma«. Poučeval je filozofijo na pomembnih pariških univerzah, vendar je bil v nenehnih sporih z ostalimi filozofi.
Čeprav rojen v katoliško družino se je po priključitvi francoskemu odporniškemu gibanju vključil v komunistično stranko. V obdobju vojne je bil zaprt, po vojni je bil član komunistične stranke Francije in bil izvoljen v nacionalno skupščino (parlament) ter kasneje postal tudi senator. Večkrat je prestopil med religijami: kot katoliško vzgojen je sprva prestopil med protestante, potem se ponovno vrnil v katolicizem (bil velik prijatelj z enim najvplivnejših cerkvenih dostojanstvenikov v tistem času Abbé Pierreom); nato končno prestopil v islam.
Napisal je okrog 70 knjig, med njimi v tem obdobju muslimanske pripadnosti Debate Between Civilizations, A Warning to The Living, How Man became Man, Islam Lives in Our Future, Islam and Integrity, Mosque, the Mirror of Islam and Mohammad of Islam. Večina njegovih knjig je bila prevedena v več kot 10 jezikov. Ponatise njegove najbolj kontroverzne knjige »Ustanovni miti izraelske politike« so v Franciji po sodnem procesu prepovedali.

## Seznam del
Objavljena v angleškem jeziku:
- Literature of the Graveyard, Jean-Paul Sartre, François Mauriac, André Malraux, Arthur Koestler, New York: International Publishers, 1948.
- Science and Faith in Teilhard de Chardin, v sodelovanju z: Claude Cuenot, Garnstone Press, 1967.
- Karl Marx: The Evolution of his Thought, International Publishers, 1967, Greenwood Press, 1967, Lawrence & Wishart, 1967.
- From Anathema to Dialogue: The Challenge of Marxist-Christian Cooperation, Collins, 1967.
- From Anathema to Dialogue: A Marxist Challenge to the Christian Churches, Vintage, 1968.
- A Christian-Communist Dialogue: Exploration for Co-operation between a Marxist and a Christian, v sodelovanju z: Quentin Laur, S. J., Doubleday, 1968.
- Marxism in the Twentieth Century, HarperCollins Distribution Services, 1970, Charles Scribner's Sons, 1970, Collins, 1970.
- The Crisis in Communism: The Turning Point of Socialism, Grove Press, 1970.
- The Turning Point of Socialism, HarperCollins Distribution Services, 1970.
- Socialism's Unanswered Questions: Europe 1968, Sydney, Australian Left Review, 1970.
- The Whole Truth, Fontana, 1971.
- The Alternative Future: A Vision of Christian Marxism, Simon & Schuster, 1974.
- God, Marx, and the Future: Dialogue with Roger Garaudy, v sodelovanju z: Russell Bradner Norris, Fortress Press, c. 1974.
- Karl Marx: Evolution of his Thought, Praeger, 1977, ABC-CLIO, 1977.
- The Case of Israel: A Study of Political Zionism, Shorouk International, 1983.
- Mosquée, miroir de l'Islam, The Mosque, Mirror of Islam, Editions du Jaguar, 1985.
- The Founding Myths of Israeli Politics, Aaargh, 1996.
- The Mythical Foundations of Israeli Policy, Studies Forum International, 1997.